# شیان‌یانگ
شیان‌یانگ (به چینی: 咸陽 به انگلیسی: Xianyang) یکی از شهرهای کشور جمهوری خلق چین است. جمعیت آن در سال ۲۰۰۸ میلادی برابر ۱،۰۷۹،۳۰۰ نفر تخمین زده شده‌است . این شهر در استان شاآن‌شی در مرکز چین و در نزدیکی شهر شیان قرار دارد و در گذشته مرکز یکی از استانهای تاریخی چین بوده‌است .